# Lista de prefeitos de Itaí
Esta é a lista de prefeitos e vice-prefeitos do município de Itaí, estado brasileiro de São Paulo.
| Nº | Nome                         | Partido | Vice-prefeito                                        | Início do mandato       | Fim do mandato         | Observações                                                                                                   |
| 1  | Amantino Rolim de Moura      | PRP     | —                                                    | 10 de outubro de 1892   | 17 de julho de 1895    | Intendente |
| 2  | Manoel Alexandre Ornellas    | PRP     | —                                                    | 18 de julho de 1895     | 2 de junho de 1899     | Intendente |
| 3  | Antônio Dias do Amaral       | PRP     | —                                                    | 3 de junho de 1899      | 11 de junho de 1900    | Intendente |
| 4  | João Gabriel                 | PRP     | —                                                    | 12 de junho de 1900     | 13 de junho de 1902    | Intendente |
| 5  | Fortunato Almeida Camargo    | PRP     | —                                                    | 14 de junho de 1902     | 8 de junho de 1905     | Intendente |
| 6  | João Carlos de Araújo        | PRP     | —                                                    | 9 de junho de 1905      | 14 de junho de 1908    | Intendente |
| 7  | Brasílio Marques de Almeida  | PRP     | —                                                    | 15 de junho de 1908     | 3 de outubro de 1909   | Intendente |
| 8  | João Carlos de Araújo        | PRP     | —                                                    | 4 de outubro de 1909    | 2 de novembro de 1915  | Intendente |
| 9  | Brasílio Marques de Almeida  | PRP     | —                                                    | 3 de novembro de 1915   | 24 de novembro de 1917 | Intendente |
| 10 | Aurélio Bouças Gimenez       | PRP     | —                                                    | 25 de novembro de 1917  | 20 de novembro de 1918 | Intendente |
| 11 | João Carlos de Araújo        | PRP     | —                                                    | 21 de novembro de 1918  | 20 de abril de 1920    | Intendente |
| 12 | João Alves da Cunha          | PRP     | —                                                    | 21 de abril de 1920     | 6 de agosto de 1921    | Intendente |
| 13 | João Carlos de Araújo        | PRP     | —                                                    | 7 de agosto de 1921     | 13 de maio de 1922     | Intendente |
| 14 | Brasílio Marques de Almeida  | PRP     | —                                                    | 14 de maio de 1922      | 22 de junho de 1923    | Intendente |
| 15 | Cirilo Fernandes de Oliveira | PRP     | —                                                    | 23 de junho de 1923     | 1º de outubro de 1926  | Intendente |
| 16 | Jesuíno Pinheiro             | PRP     | —                                                    | 2 de outubro de 1926    | 4 de novembro de 1930  | Intendente |
| 17 | Augusto Cezar de Camargo     | PRP     | —                                                    | 5 de novembro de 1930   | 17 de junho de 1934    | Prefeito nomeado                                                                                              |
| 18 | Aristides Pires              | PRP     | —                                                    | 18 de junho de 1934     | 11 de novembro de 1937 | Prefeito nomeado                                                                                              |
| 19 | Noé Mendes de Almeida        |         | —                                                    | 12 de novembro de 1937  | 8 de fevereiro de 1941 | Prefeito nomeado                                                                                              |
| 20 | José de Oliveira             |         | —                                                    | 9 de fevereiro de 1941  | 2 de junho de 1942     | Prefeito nomeado                                                                                              |
| 21 | Pedro Paulo da Costa         |         | —                                                    | 3 de junho de 1942      | 7 de fevereiro de 1943 | Prefeito nomeado                                                                                              |
| 22 | Augusto Cezar de Camargo     |         | —                                                    | 8 de fevereiro de 1943  | 15 de dezembro de 1947 | Prefeito nomeado                                                                                              |
| 23 | Durval Garcia                |         | —                                                    | 16 de dezembro de 1947  | 30 de janeiro de 1948  | Prefeito nomeado                                                                                              |
| 24 | Aristides Pires              |         |                                                      | 31 de janeiro de 1948   | 30 de janeiro de 1951  | Prefeito eleito                                                                                               |
| 25 | José Primo de Macedo         |         |                                                      | 31 de janeiro de 1951   | 30 de janeiro de 1952  | Prefeito eleito                                                                                               |
| 26 | Fortunato Favalli            | PSD     | Benedito Camargo Duarte                              | 31 de janeiro de 1952   | 30 de janeiro de 1956  | Prefeito e vice eleitos em sufrágio universal                                                                 |
| 27 | Braz Gesualdi                |         |                                                      | 31 de janeiro de 1956   | 30 de janeiro de 1960  | Prefeito eleito                                                                                               |
| 28 | João Michelin                |         |                                                      | 31 de janeiro de 1960   | 30 de janeiro de 1960  | Prefeito eleito                                                                                               |
| 29 | Benedito Camargo Duarte      |         |                                                      | 31 de janeiro de 1960   | 30 de janeiro de 1962  | Prefeito eleito                                                                                               |
| 30 | João Michelin                |         |                                                      | 31 de janeiro de 1962   | 30 de janeiro de 1964  | Prefeito eleito                                                                                               |
| 31 | Absay de Almeida             |         |                                                      | 31 de janeiro de 1964   | 30 de janeiro de 1969  | Prefeito eleito                                                                                               |
| 32 | Sebastião Leite de Oliveira  |         |                                                      | 31 de janeiro de 1969   | 30 de janeiro de 1973  | Prefeito eleito                                                                                               |
| 33 | Florentino Dognani           |         |                                                      | 31 de janeiro de 1973   | 31 de janeiro de 1977  | Prefeito eleito                                                                                               |
| 34 | Lázaro de Almeida Filho      | ARENA   | Jether Araújo                                        | 1º de fevereiro de 1977 | 31 de janeiro de 1983  | Prefeito e vice eleitos em sufrágio universal                                                                 |
| 35 | Pedro Alípio Dognani         | PDS     |                                                      | 1º de fevereiro de 1983 | 31 de dezembro de 1988 | Prefeito eleito                                                                                               |
| 36 | Lázaro de Almeida Filho      | PDS     | Antônio Carlos Michelin (PFL)                        | 1º de janeiro de 1989   | 18 de setembro de 1990 | Prefeito e vice eleitos em sufrágio universal                                                                 |
| 37 | Antônio Carlos Michelin      | PFL     | —                                                    | 19 de setembro de 1990  | 31 de dezembro de 1992 | Vice-prefeito empossado devido ao falecimento do prefeito titular.                                            |
| 38 | Luiz Carlos Domingos         | PMDB    | Antonio Tonetto                                      | 1º de janeiro de 1993   | 31 de dezembro de 1996 | Prefeito e vice eleitos em sufrágio universal                                                                 |
| 39 | Pedro Alípio Dognani         | PSDB    | Beatriz Duarte de Almeida                            | 1º de janeiro de 1997   | 31 de dezembro de 2000 | Prefeito e vice eleitos em sufrágio universal                                                                 |
| 40 | Luiz Carlos Domingos         | PMDB    | Valdir Diana                                         | 1º de janeiro de 2001   | 16 de março de 2003    | Prefeito e vice eleitos em sufrágio universal                                                                 |
| 41 | Valdir Diana                 | DEM     | —                                                    | 17 de março de 2003     | 31 de dezembro de 2004 | Vice-prefeito eleito no cargo de Prefeito                                                                     |
| 41 | Valdir Diana                 | DEM     | Valmir Domingos (PL)                                 | 1º de janeiro de 2005   | 31 de dezembro de 2008 | Prefeito reeleito e vice eleito em sufrágio universal                                                         |
| 42 | Luiz Antônio Paschoal        | PSDB    | Maria Antônia Monteiro                               | 1º de janeiro de 2009   | 31 de dezembro de 2012 | Prefeito e vice eleitos em sufrágio universal                                                                 |
| 42 | Luiz Antônio Paschoal        | PSDB    | Hugo Ferraz da Silveira                              | —                       | —                      | Prefeito reeleito e vice eleito em sufrágio universal cassados por decisão do TRE                             |
| 43 | Célia Sakamoto               | PSB     | —                                                    | 1º de janeiro de 2013   | 7 de setembro de 2013  | Presidente da Câmara Municipal                                                                                |
| 44 | Valmir Domingos              | PR      | Davi Tristão Moço                                    | 8 de setembro de 2013   | 6 de julho de 2015     | Prefeito eleito em eleição suplementar de 04.08.2013 e cassado pelo poder legislativo municipal em 06.07.2015 |
| 45 | Davi Tristão Moço            | PP      | —                                                    | 7 de julho de 2015      | 31 de dezembro de 2016 | Vice-prefeito empossado devido à cassação do prefeito eleito.                                                 |
| 46 | Thiago dos Santos Michelin   | PV      | Bruno José Dainese Júnior, Bruninho Dainese (PV)     | 1º de janeiro de 2017   | 31 de dezembro de 2020 | Prefeito e vice eleitos em sufrágio universal                                                                 |
| 47 | José Ramiro Antunes do Prado | PSDB    | Eduardo Vieira (Eduardo Boi) (PL)                    | 1º de janeiro de 2021   | 31 de dezembro de 2024 | Prefeito e vice eleitos em sufrágio universal                                                                 |
| 47 | José Ramiro Antunes do Prado | PP      | Marcos Domingos Corrêa, Marquinhos da Farmácia (PSD) | 1° de janeiro de 2025   | Atualidade             | Prefeito reeleito e vice eleito em sufrágio universal                                                         |